# 瘋狗浪
瘋狗浪（英語：Rogue waves），又稱異常巨浪（英語：Freak waves）是指比有效波高（英語：Significant wave height）高出1倍的巨浪。瘋狗浪其實是海洋中的一種湧浪（又稱長浪），也就是人們常說的「無風三尺浪」。瘋狗浪對於人或船隻產生嚴重威脅，與離岸流同樣具有威脅性。

## 成因
瘋狗浪是湧浪的其中一種，然而它的成因目前還沒有確實定論。湧浪是指由其它海區傳來、或者當地風力迅速減小或風向改變後遺留下來的浪。
湧浪又稱長浪，通常是受強烈的低氣壓引起。波浪受氣壓影響，傳播距離遠，挾帶的能量較大，傳播速度較快。長浪在大海不易察覺，通常到了岸邊時，在地形效應下，突然出現3至4公尺高的浪，在風不大時，更容易讓人失去戒心。一般岸邊突如其來的大浪或颱風來襲前後的長浪、瘋狗浪即屬此類。。

## 發生地點
在與海浪主要行徑方向相反的強烈大浪之處，為瘋狗浪預測發生風險最高的地方。舉例來說，容易發生瘋狗浪的危險地點有：常見的海釣處、直立海岸的礁石、直立壁近海平台、海堤消波塊、海底礁石多的海灘。

## 誤解
其實瘋狗浪不等於海嘯，它屬於時間與空間的局部事件，通常發生在海洋遠處。而海嘯是一種具有強大破壞力的海浪。當地震發生於海底，因震波的能量而引起海水劇烈的起伏，形成強大的波浪，向前推進，將沿海地帶一一淹沒的災害，稱之為海嘯。

## 例子
- 1909年，一艘從南非德班駛往開普敦的船被瘋狗浪吞沒，船上211名乘客和船艙人員全數罹難。
- USS Ramapo AO-12（1933年） – triangulated at 112英尺（34）[4]
- SS Flying Enterprise（1951年）
- SS Michelangelo（英语：SS Michelangelo）（1966年）[4]
- 埃德蒙德·費茲傑羅號（1975年）[5]
- 慕尼黑號（英语：MS München）（1978年）[6]
- Esso Languedoc[7]
- 法斯耐特灯塔[8]
- Draupner wave（英语：Rogue wave#The 1995 Draupner wave）（1995年） – 挪威的一個石油平台遭到巨浪沖擊[9][10]。
- 伊莉莎白女王二號（1995年） – 在北大西洋遭遇了27米高的疯狗浪[11]。
- 2013年11月9日，新北市樹林社區大學學員在貢寮龍洞礁石海岸從事戶外教學時，遭遇當年超強颱风海燕所引發瘋狗浪的襲擊，8人被捲入海中，釀成8死8傷慘劇[12]。這起意外發生後，外界質疑東北角風景區管理處在安全管理上有疏失，交通部觀光局長謝謂君11月11日自請處分，並率風景區管理處長許正隆致歉，而許正隆也調離現職[13]。11月13日，交通部長葉匡時也為此向死難者家屬和社會大眾致歉[14]。

### 网站
- 黃秋平. . 香港天文台. 文匯報. 2000-06-14. （原始内容存档于2008-11-22）.